# Uhlíková daň
Uhlíková daň je daň vybíraná podle množství emisí skleníkových plynů vyprodukovaných činností ekonomických subjektů. Účelem této daně je tržní začlenění činností vytvářejících negativní externality; snaží se tedy kompenzovat nepřímé náklady spojené s emisemi uhlíku a dalších skleníkových plynů. Důsledkem uhlíkové daně je zvyšování nákladů na produkci emisí, která by měla na základě tržních mechanismů vést ke snižování emisí skleníkových plynů. Jedná se o jeden z nástrojů environmentální ekonomie a také o příklad Pigouovy daně.

## Cíle a motivace
Uhlík je přítomen v každém uhlovodíkovém fosilním palivu (uhlí, ropa a zemní plyn). Při jejich spalování vzniká také oxid uhličitý (CO2), který patří mezi nejrozšířenější skleníkové plyny. Zvyšování koncentrace oxidu uhličitého v atmosféře je možné považovat za hlavní příčinu globálního oteplování, a to mimo jiné na základě vývoje teploty a koncentrace CO2 za posledních 600 milionů let.
Tato daň se považuje za účinný nástroj, který by pomohl snížit množství vypouštěného oxidu uhličitého do atmosféry. Ta by měla řešit negativní externality spojené s produkcí oxidu uhličitého. Měla by tedy internalizovat negativní dopady do cen produktů či služeb. Za vedlejší efekty uhlíkové daně může být považována podpora udržitelných energetických zdrojů nebo podpora technologického pokroku.

## Mechanismus fungování
Obecně chce tato daň zdanit paliva a činnosti, které vypouštějí skleníkové plyny. V praxi se jedná především o zdanění uhlí, ropy a zemního plynu. Přičemž výrobci těchto surovin by ihned při těžbě byli povinni odvádět daně za vytěžené množství (respektive za množství CO2, které se spálením paliva vypustí do atmosféry). Do systému by však mohla být zařazena například i další průmyslová odvětví jako automobilismus, zemědělství, výrobci oceli či cementu, případně i domácnosti.
James Hansen, jeden z nejvýznamnějších klimatologů v současnosti, představil na Klimatické konferenci v Paříži v roce 2015 svoji představu o fungování uhlíkové daně. Ta by byla uvalena na veškeré produkty vyráběné z fosilních paliv. Výtěžek by pak Hansen rovnoměrně rozdělil mezi občany ve formě nepodmíněného základního příjmu. Lucas Chancel a Thomas Piketty zase vidí uhlíkovou daň jako možnost pro vyrovnávání nerovnosti mezi největšími producenty oxidu uhličitého a zeměmi, na které klimatické změny doléhají nebo dolehnou nejtíživěji. Jejich návrh představuje dynamické fungování uhlíkové daně, což by reflektovalo nerovnosti ve finančních příjmech a produkci emisí CO2 jak mezi státy, tak i uvnitř jednotlivých zemí.

## Pozitiva
Výzkumy naznačují, že uhlíková daň je funkčním mechanismem, jak snižovat produkci skleníkových plynů. Podle mnohých ekonomů se jedná o nejefektivnější způsob zmírňování dopadů klimatické změny (Prohlášení ekonomů o uhlíkových dividendách, ze kterého toto tvrzení pochází, signovalo od roku 2019 přes 3500 amerických ekonomů). Zároveň je oceňována možnost přirozeného usměrnění rozhodovacího procesu na straně producentů i konzumentů s ohledem na „neocenitelné“ sociální náklad v podobě škodlivých dopadů na podnebí Země.
Ve vztahu k emisním povolenkám, které fungují v současnosti i v České republice, přináší uhlíková daň mnohem přívětivější prostředí pro samotné znečišťovatele. Její aplikace a mechanismus je totiž podstatně jednodušší. Firmy by po zavedení uhlíkové daně měly jistotu předvídatelnosti a stability cen. Věděly by tak, že investovat do nových technologií se jim vyplatí, k čemuž při současném nastavení systému emisních povolenek nejsou vedeny.

## Negativa
Mezi obavy spojené se zaváděním uhlíkové daně patří především výrazná finanční zátěž na samotné spotřebitele – očekávatelným efektem je zdražení komodit jako elektřina a pohonné hmoty. Studie naznačují, že bez dodatečných sociálních zvýhodnění nebo daňových úlev by byly uhlíkovou daní výrazněji poznamenány chudé domácnosti než domácnosti bohaté. Přístupem, který toto negativum zmírňuje, by mohlo být regresivní zdanění.
Důsledky zavedení by mohly přinést i odliv firem do zahraničí, kde uhlíková daň zavedená není. Z toho důvodu je nutné, aby byla daň uvalena mezinárodně a spojena s konkrétními společnostmi. Což by nemělo být nic až tak složitého, protože deset procent největších znečišťovatelů způsobuje produkci téměř poloviny všech celosvětových emisí CO2.
Někteří kritici tvrdí, že uhlíková daň funguje v rámci stávajícího ekonomického systému, tedy nezpochybňuje samotnou logiku tržního využívání energetických zdrojů.
Uhlíková daň pak sama o sobě zhoršuje situaci ohledně potravinové bezpečnosti více než změna klimatu samotná.

## Současná situace
V současné chvíli probíhá tzv. Ekologická daňová reforma, která zavádí některá opatření související se snahou snižovat emise oxidu uhličitého. Řada zemí tak zavedla různé formy danění pro produkty produkující CO2. Některé země zavedly zdanění spotřeby energií, případně nakládání s odpady, ale nepřikročily k přímému zdanění emisí CO2 či jiných skleníkových plynů. Navíc často dochází k udělování mnoha výjimek, ve snaze o udržení konkurenceschopnosti některých průmyslových odvětví. Kupříkladu Austrálie tuto formu zdanění však v roce 2014 zrušila. Většina environmentálních daní s důsledky pro emise skleníkových plynů v OECD zemích je vybírána z energetických produktů a provozu motorových vozidel se spalovacími motory, častěji než přímo z emisí CO2.
V rámci Evropy je uhlíková daň zavedena ve státech uvedených v níže přiložené tabulce. Finsko bylo v roce 1990 první zemí, ve které byla uhlíková daň přijata. V průběhu let se připojilo 20 dalších zemí, mezi nimiž v roce 2023 nejpřísnější zdanění přes 100 € na tunu emisí uhlíku zvolilo Lichtnštejnsko, Švýcarsko a Švédsko. Naopak nejnižší míra zdanění se objevuje na Ukrajině (méně než 1 €) a v Estonsku (2 €).
| Stát               | Míra zdanění (euro, na tunu emisí CO2) | Podíl emisí skleníkových plynů zahrnutých v zákoně | Rok zavedení |
| ------------------ | -------------------------------------- | -------------------------------------------------- | ------------ |
| Lichtenštejnsko    | €120.16                                | 81%                                                | 2008         |
| Ukrajina           | €0.75                                  | 71%                                                | 2011         |
| Lucembursko        | €44.19                                 | 65%                                                | 2021         |
| Norsko             | €83.47                                 | 63%                                                | 1991         |
| Island             | €35.40                                 | 55%                                                | 2010         |
| Švédsko            | €115.34                                | 40%                                                | 1991         |
| Irsko              | €48.45                                 | 40%                                                | 2010         |
| Rakousko           | €32.50                                 | 40%                                                | 2022         |
| Finsko             | €76.92                                 | 36%                                                | 1990         |
| Portugalsko        | €23.90                                 | 36%                                                | 2015         |
| Dánsko             | €24.37                                 | 35%                                                | 1992         |
| Francie            | €44.55                                 | 35%                                                | 2014         |
| Švýcarsko          | €120.16                                | 33%                                                | 2008         |
| Spojené království | €20.46                                 | 21%                                                | 2013         |
| Nizozemsko         | €51.07                                 | 12%                                                | 2021         |
| Estonsko           | €2.00                                  | 6%                                                 | 2000         |
| Polsko             | €13.27                                 | 4%                                                 | 1990         |
| Lotyšsko           | €14.98                                 | 3%                                                 | 2004         |
| Španělsko          | €14.98                                 | 2%                                                 | 2014         |

Podle Světové banky bylo po světě bylo v roce 2023 evidováno 28 zemí, ve kterých byla uhlíková daň již zavedena, přičemž dalších 8 zemí zvažuje implementaci. Celkem v 66 zemích je nějakým způsobem zpoplatňován uhlík (a to buďto formou uhlíkové daně nebo za užití systému pro obchodování s emisemi ETS). V roce 2019 se 77 zemí a více než 100 měst hlásilo k závazku dosáhnout stavu čistých nulových emisí do roku 2050.
Přes veškeré snahy o zavedení mechanismů motivujících k snižování uhlovodíkových emisí převládá názor, že dosavadní politické kroky nejsou dostatečné, aby vedly k naplnění cílů stanovených Pařížskou dohodou. Podle OECD nebo Mezinárodního měnového fondu nadále ceny fosilních paliv neodpovídají ceně za jejich vliv na životní prostředí.

## Výše daně
Nelze jednoduše říct, kolik by měla činit daň za uhlík. Na jedné věci se však odborníci shodnou – během několika let by měla být enormně vysoká, tak aby se jednoduše nevyplatilo (v důsledku tržních mechanismů) CO2 do atmosféry vypouštět. Často se hovoří právě o postupném zvyšování daně. Nejprve by se za ekvivalent vypuštěné tuny CO2 platilo například 10 Eur a postupně by daň rostla až na tisíc Eur za tunu.
V prosinci 2015 pak vyšla kniha Global Carbon Pricing – We Will If You Will, která ukazuje podrobný systém, jakým by uhlíková daň měla fungovat. Počítá především s kooperací mezi státy, které se budou navzájem motivovat k zavádění uhlíkové daně, tedy we will if you will. Autoři zároveň představují mechanismus, kdy státy budou chtít daň neustále zvyšovat.